# Taina muntelui de aramă
Taina muntelui de aramă (titlul original: în rusă Степанова памятка, transliterat: Stepanova pameatka, în română Moștenirea lui Stepan) este un film dramatic sovietic, realizat în 1977 de regizorul Konstantin Erșov, după o adaptare pentru ecran a poveștilor din Ural de Pavel Petrovici Bajov „Cutia de malahit” (Малахитовая шкатулка), „Floarea de piatră”, „Stăpâna Muntelui de Aramă”, „Maestrul miner” și altele, protagoniști fiind actorii Larisa Cikurova, Ghennadi Egorov, Irina Gubanova și Natalia Andreicenko.

## Rezumat
Filmul relatează despre talentatul miner Stepan, dragostea lui pentru Stăpâna Muntelui de Aramă, care i-a deschis lui Stepan lumea „sufletului de piatră”. Această iubire l-a transformat și l-a distrus. Dar „Moștenirea lui Stepan”, fiica maestrului, Taniușa, a moștenit caracterul mândru, talentul și perseverența tatălui ei. Fata și tânărul maestru Turceanikov s-au dus la Sankt Petersburg pentru a vedea Camera de Malachit și astfel, pentru a îndeplini porunca tatălui ei.

## Distribuție
- Larisa Cikurova – Stăpâna Muntelui de Aramă
- Ghennadi Egorov – Stepan Petrovici, maestru explorator
- Irina Gubanova – Nastea, soția lui Stelan
- Natalia Andreicenko – Taniușa, fiica lui Stepan
- Igor Kostolevski – Vasili Turceanikov, domnul îndrăgostit de Taniușa
- Lev Kruglîi – Severian Nazarovici, funcționar la mină
- Dima Dîmov – Meleșa, fiul lui Stepan
- Igor Efimov – Parfion Semionovici, meșterul, noul funcționar
- Boris Arachelov – sluga lui Parfion
- Mihail Svetin – Dimitri, portar în palatul regal
- Arkadi Trusov – săpătorul
- Viktor Cekmariov – Sava Turceaninov, proprietarul unei mine
- Nikolai Kuzmin – un miner (nemenționat)

## Producție
Taina muntelui de aramă se bazează pe legende și povești din Munții Ural pe care Pavel Bajov le-a adunat în volumul Cutia de malahit (Малахитовая шкатулка). Încă din 1946, poveștile lui Bajov au fost adaptate în filmul de basm Floarea de piatră.

## Lansare
A fost lansat în anul 1977 și a avut parte de succes comercial, fiind vizionat de 8,6 milioane de spectatori în cinematografele din Uniunea Sovietică.